# Bandiera delle Azzorre
Le isole Azzorre sono una dipendenza portoghese che può innalzare la propria bandiera ufficiale, adottata il 12 aprile 1979 e derivata da quella del Fronte di Liberazione.
È un bicolore verticale blu (dal lato del pennone) e bianco (di larghezza doppia rispetto alla fascia blu). Nel quarto superiore, al lato dell'asta, è inserito lo stemma portoghese, a simboleggiare la madrepatria. 
Sovrapposto alle due fasce si libra in volo uno sparviero (Açor in portoghese, che dà il nome alle isole) dalle ali spiegate, sormontato da nove stelle, una per ogni isola maggiore dell'arcipelago.
Lo sparviero è rappresentato anche nello stemma nazionale, che reca, nel cartiglio in basso, il motto "Antes Morrer Livres Que Em Paz Sujeitos", ("Piuttosto morire liberi che in pace essere soggiogati")